# AS Livorno Calcio 2014/2015
AS Livorno Calcio spelade 2014/2015 i italienska Serie B. Laget slutade på nionde plats med totalt 59 poäng. I Coppa Italia gick laget in i andra omgången och förlorade där mot Bassano Virtus.

## Organisation

### Ledning
- Ordförande: Aldo Spinelli
- Viceordförande: Silvano Siri
- Sportchef: Elio Signorelli
- Team Manager: Piero Ceccarini fr.o.m. 1 december 2014[1]
- Tränare: Carmine Gautieri

## Matchställ
Leverantör: Legea

### 2014
| · Hemmaställ | · Alternativ 1 | · Alternativ 2 | · Bortaställ | · Alternativ 1 | · Tredjeställ |  |

| · Målvakt |

### 100-årsjubileum
| · Hemmaställ | · Målvakt |  |

### 2015
| · Hemmaställ | · Alternativ |  |

| · Målvakt |

## Spelartrupp
| Nr          | Namn                       | Nationalitet | Position     | Född (ålder)      |
| Målvakter   | Målvakter                  | Målvakter    | Målvakter    | Målvakter         |
| ----------- | -------------------------- | ------------ | ------------ | ----------------- |
| 1           | Luca Mazzoni               | Italien      | MV           | 29 mars 1984      |
| 22          | Matteo Cipriani            | Italien      | MV           | 4 november 1996   |
| 36          | Achille Coser°             | Italien      | MV           | 14 juli 1982      |
| 39          | Elia Bastianoni*           | Italien      | MV           | 18 maj 1991       |
| Försvarare  |                            |              |              |                   |
| 3           | Giuseppe Gemiti            | Tyskland     | VB / VM      | 3 maj 1981        |
| 4           | Alessandro Bernardini      | Italien      | MB           | 21 januari 1987   |
| 5           | Emerson Ramos Borges       | Brasilien    | MB           | 16 augusti 1980   |
| 6           | Alan Pereira Empereur*     | Brasilien    | MB / VB      | 10 mars 1994      |
| 11          | Alessandro Lambrughi       | Italien      | VB / MB      | 19 maj 1987       |
| 17          | Federico Ceccherini        | Italien      | CB / HB      | 11 maj 1992       |
| 21          | Lorenzo Gonelli            | Italien      | MB           | 28 juni 1993      |
| 23          | Maicon da Silva            | Brasilien    | HB / HM      | 10 mars 1993      |
| Mittfältare |                            |              |              |                   |
| 2           | Rodney Strasser*           | Sierra Leone | CM           | 30 mars 1990      |
| 7           | Luca Belingheri            | Italien      | OM           | 6 april 1983      |
| 8           | Marco Moscati              | Italien      | HM           | 1 november 1992   |
| 9           | Juan Ignacio Surraco°      | Uruguay      | HY / VY      | 14 augusti 1987   |
| 9           | Emanuel Rivas*             | Argentina    | HY / VY      | 17 mars 1983      |
| 10          | Andrea Luci (C)            | Italien      | CM           | 30 mars 1985      |
| 14          | Jonny Mosquera             | Colombia     | CM           | 17 februari 1991  |
| 15          | Andrea Molinelli           | Italien      | CM           | 6 maj 1993        |
| 19          | Jami Rafati                | Italien      | CM           | 26 april 1994     |
| 20          | Enej Jelenič               | Slovenien    | HM / VM      | 11 december 1992  |
| 27          | Marco Biagianti            | Italien      | CM           | 19 april 1984     |
| 28          | Damjan Djokovic            | Kroatien     | CM           | 18 april 1990     |
| 31          | Lorenzo Remedi*            | Italien      | CM           | 7 juni 1991       |
| 38          | Gabriel Appelt Pires*      | Brasilien    | CM           | 18 september 1993 |
| Anfallare   |                            |              |              |                   |
| 16          | Andrej Galabinov           | Bulgarien    | CF           | 13 november 1988  |
| 18          | Jefferson Andrade Siqueira | Brasilien    | CF           | 6 januari 1988    |
| 24          | Daniele Vantaggiato        | Italien      | CF           | 10 oktober 1984   |
| 26          | Luca Siligardi             | Italien      | HY / VY / OM | 26 januari 1988   |
| 31          | Aniello Cutolo°            | Italien      | VY / HY      | 19 maj 1983       |

° Spelaren lämnade klubben i januari.

* Spelaren anslöt till klubben i januari.

## Övergångar

### Sommaren 2014
| Köpta   | Köpta | Köpta               | Köpta        | Köpta        |
| Datum   | Pos   | Spelare             | Från         | Anmärkning   |
| ------- | ----- | ------------------- | ------------ | ------------ |
| 13 juni | F     | Lorenzo Gonelli     | US Pontedera | [ 2 ] [ 3 ]  |
| 18 juni | MF    | Andrea Molinelli    | Südtirol     | [ 4 ]        |
| 30 juli | MF    | Enej Jelenič        | Padova       | [ 5 ]        |
| 30 juli | MF    | Juan Surraco        | Cittadella   | [ 5 ]        |
| 4 aug   | F     | Maicon da Silva     | Reggina      | 500'000 euro |
| 5 aug   | A     | Jefferson           | Latina       | [ 8 ] [ 9 ]  |
| 13 aug  | MV    | Achille Coser       | Cesena       | [ 10 ]       |
| 22 aug  | A     | Daniele Vantaggiato | Padova       | gratis       |
| 27 aug  | MF    | Damjan Djokovic     | Bologna      | lån          |
| 27 aug  | A     | Aniello Cutolo      | Pescara      | lån          |

| Sålda   | Sålda | Sålda               | Sålda        | Sålda          |
| Datum   | Pos   | Spelare             | Från         | Anmärkning     |
| ------- | ----- | ------------------- | ------------ | -------------- |
| 20 juni | MF    | Leandro Greco       | Genoa        | [ 15 ] [ 16 ]  |
| 3 juli  | F     | Saulo Decarli       | Braunschweig | [ 17 ]         |
| 21 juli | A     | Paulinho            | Al-Arabi     | 8'000'000 euro |
| 21 juli | F     | Riccardo Regno      | Barletta     | lån            |
| 21 juli | A     | Simone Dell'Agnello | Barletta     | lån            |
| 28 juli | A     | Federico Dionisi    | Frosinone    | 300'000 euro   |
| 7 aug   | A     | Tommaso Biasci      | Lucchese     | lån            |
| 27 aug  | MF    | Lorenzo Remedi      | Torres       | lån            |
| 27 aug  | MF    | Mirko Bigazzi       | Torres       | lån            |
| 1 sep   | A     | Elia Bruzzi         | Padova       | lån            |
| 2 sep   | F     | Antonio Meola       | Barletta     | lån            |

### Vinter 2015
| Köpta  | Köpta | Köpta                 | Köpta          | Köpta      |
| Datum  | Pos   | Spelare               | Från           | Anmärkning |
| ------ | ----- | --------------------- | -------------- | ---------- |
| 16 jan | MF    | Gabriel Appelt Pires  | Juventus       | lån        |
| 21 jan | MV    | Antonio Bastianoni    | Varese         | lån        |
| jan    | F     | Alan Pereira Empereur | ACF Fiorentina |            |
| jan    | MF    | Rodney Strasser       | Genoa          | lån        |
| jan    | MF    | Emanuele Rivas        | Varese         |            |

| Sålda  | Sålda | Sålda          | Sålda   | Sålda      |
| Datum  | Pos   | Spelare        | Till    | Anmärkning |
| ------ | ----- | -------------- | ------- | ---------- |
| 29 dec | MF    | Juan Surraco   |         | [ 29 ]     |
| 21 jan | MV    | Achille Coser  | Entella | [ 30 ]     |
| jan    | A     | Aniello Cutolo | Entella |            |

## Laguppställning
Carmine Gautieris 4-3-3 från hösten 2014.